# サバFC
サバFC（英: Sabah Football Club、マレー語: Kelab Bola Sepak Sabah、略称SFC）は、マレーシア・サバ州コタキナバルを本拠とするサッカークラブである。マレーシア・スーパーリーグに所属する。2020年まではサバFA (英: Sabah Football Association, マレー語: Persatuan Bola Sepak Sabah、すなわちサバ州サッカー協会のクラブとして活動していた。

## 概要
1950年代に北ボルネオサッカー協会が成立し、同協会のチームはボルネオ・カップでサラワクサッカー協会のチームおよびブルネイ代表と競争していた。マレーシア連邦の成立に伴い、北ボルネオサッカー協会は1963年にサバ州サッカー協会に改名。1978年からマレーシアカップに参戦。
2000年に一度2部リーグへ降格したが、一年で1部に復帰。それ以降は1部リーグに参加し続けている。
マレーシアサッカー協会が2021シーズン開始までにマレーシア・スーパーリーグおよびマレーシア・プレミアリーグに参加する全てのクラブに対して運営主体をサッカー協会から独立させることを要求したため、運営会社Sabah Football Club Sdn Bhd.が設立され、2021年からサバFCとして新たなスタートを切った。

## 獲得タイトル

### 国内タイトル
- マレーシアサッカーリーグ：1回
  - 1996
- マレーシアFAカップ：1回
  - 1995

## 歴代所属選手
- オン・キム・スウィー 1994-1998 現サッカーマレーシア代表監督
- デイヴィッド・ローカッスル（英語版） 1998
- キース・ガンブス 2003-2004
- エル＝ハッジ・ディウフ 2015-